# 匀速运动
匀速运动，也稱為等速度運動、等速直線運動或等速度直線運動。
假設一個物體在每一段相同的時間內移動距離都相等的話，則我們稱該物體為等速度直線運動，簡稱為等速度運動。
此種運動的性質特性為，在同等大小的時間內，該物體的位移（起點到終點的直線距離）大小皆相等，即數值相等，且該物體的運動方向也保持不變（此物體不受力或是其合力為零）。物體的速度呈現某一定值不變，該物體會在一直線上成運動狀態，且在任意相等的時間間隔中通過的位移均會相等。(位移為終點-起點之距離)
由於速度v是一種向量，速度向量為定值時表示其大小、方向都不會發生變化，該物體的的加速度a會等於0呈現定值狀態，因此等速度直線運動是等加速度直線運動中的一個特例（加速度為零的等加速度運動），但根據大學入學考試中心對106年大學入學指定科目考試物理科試題解釋，「速度不變，為等速運動，而非變速運動中的等加速運動」

。依照牛頓第一運動定律靜者恆靜，動者恆動（即為俗稱的慣性定律）來說，在不受任何外力或是所受外力之合為零的狀態下，運動中的物體定會保持等速度直線運動（靜止的物體依然會保持靜止狀態），由此可知上述之牛頓定律也可說明等速度運動的運動狀態。
等速度的運動，是種速度、方向都相等的運動，依此定義解釋可得等速運動、等速度運動、等速度直線運動以上三項均會相等，
- 運動的軌跡必定呈一條直線、運動的快慢大小相同（速率大小也相同）、其運動的方向不會發生變化。

由上面的敘述可推得以下兩項結論 1.等速運動必定為等速率運動 2.等速率運動不一定為等速度運動，除了靜止不動的物體以外，等速度運動可以說是很簡單的運動方式，在理想的環境狀況之下，其運動的表現充斥著生活的每個角落。
等速度直線運動的a-t圖與v-t圖的比較
1.等速度直線運動的a-t圖為:與x軸重疊-因加速度為零
2.等速度直線運動的v-t圖為:水平線
3.等速度直線運動的位移s大小為{s=v×t}（即為v-t圖曲線下與X及Y軸所匡列的面積）

## 與參考系的關係
运动总是相对于另一个物体或参考系的，所以在一个参考系内是匀速运动的物体，相对于另一个参考系的运动就不一定是匀速运动了，特别当另一个参考系是非惯性参考系的时候。例如：在一个相对地面正在转弯的轮船甲板上，相对于甲板做匀速运动的小球，在船上人看来是匀速直线运动；但在地面上的人看来，小球相对地面就是随船运动加相对船直线运动的合运动，这显然是个曲线运动。

## 實際應用
事實上，匀速直线运动并不常见。因为物体做匀速直线运动的条件是不受外力或者所受的力为平衡力。但是我们可以把一些运动近似地看成是匀速直线运动，可用公式v=s/t求得他们的平均运动速度。公式中，s为位移，v为速度，t为发生位移a所用的时间。例如：一理想物體經過水平且摩擦力趨近於零的光滑表面即是等速直線運動。
注意：
1. 等速度就是一個物體在運動的時候，以一個固定相同的速度在運動，而若要達成等速度必須考慮此物體的速率大小相同，而且方向要固定不能改變。
2. 等速率的話只需要考慮速率的大小，所以要釐清這兩個的差異，最重要的觀念就是方向，舉個例子來說時鐘上的秒針以一個固定的速率在移動，因為每一秒都走一格，所以他是等速率運動，但他在每一秒的方向都不同，所以他不是等速度運動。由此可知等速度跟等速率最決定性的差異在於方向。

等速度運動在於現實生活中幾乎不存在，因為現實生活中有太多的外界干擾因素，如：風造成的摩擦力、地球吸引力、萬有引力、離心力、碰撞力、拉力推力等皆是影響是否能形成等速度運動的原因之一，如果想要形成等速度運動，必須克服以上這些影響力才能確保此運動為等速度運動，所以我們只能以理想狀態為前提下，去做這些實驗。但是那是理論狀態並不是真實狀態，若要計算出真實狀態，必須把以上條件甚至更多條件影響考慮進去計算，才可能算出實際的等速度運動狀態。

## 註解
1. ↑  由于船是一个受法向力而做变速运动，因而相对地面这个惯性系是一个非惯性系。